# FOREVER WITH U
《FOREVER WITH U》는 YG의 첫 아이돌 그룹 빅뱅의 권지용 최승현과 여자아이돌 그룹 2NE1의 박봄이 피처링을 한 곡이다.